# Wachmistrz

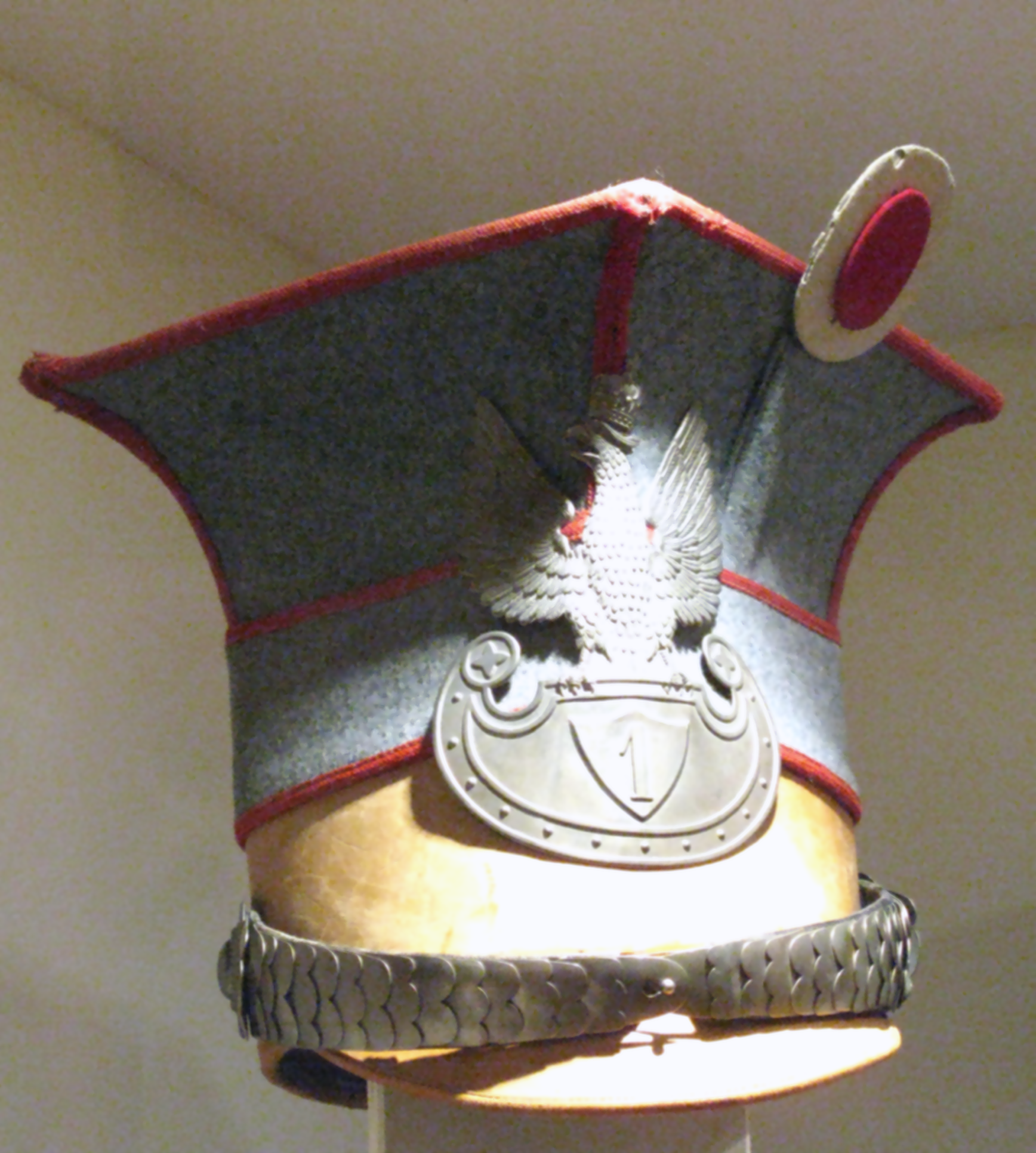
Czako wachmistrza 1 Pułku Ułanów Legionów Polskich

Wachmistrz (niem. Wachtmeister) – stopień wojskowy w kawalerii i żandarmerii odpowiadający sierżantowi innych wojsk.